# Revivir el espíritu de Mosul
Revivir el espíritu de Mosul fue un proyecto realizado por la Unesco a partir del 2018 para rehabilitar las infraestructuras de Mosul y recuperar su actividad cultural y económica tras la conquista del Estado Islámico en 2014. El núcleo urbano y su patrimonio histórico fueron destruidos por el grupo yihadista. Por este motivo, tras la liberación de la ciudad en 2017, la Unesco planteó la iniciativa con el objetivo de fomentar la educación, la cultura y el empleo local.
Por otro lado, organizaciones como Amnistía Internacional advirtieron de que la toma de Mosul por el Estado Islámico había provocado un desplazamiento masivo de su población. El informe “At Any Cost: The civilian catastrophe in West Mosul, Iraq” determinó que unos 3 millones de iraquíes tuvieron que abandonar la región.Mientras que la Organización Internacional para las Migraciones cifró en 800.000 las personas que habían huido de la ciudad. Por ello Revivir el espíritu de Mosul preveía la reconstrucción de antiguas viviendas para facilitar el regreso de la población.
Además, durante la presencia del Daesh, la ciudad sufrió un desmantelamiento del sistema educativo iraquí desde la etapa prescolar hasta las enseñanzas superiores. Algunas materias como historia o artes fueron suprimidas y sustituidas por contenidos dogmáticos. Los profesores se vieron obligados a impartir la ideología del Estado Islámico, por lo que muchos padres decidieron sacar a sus hijos de las escuelas. Para hacer frente al retraso educativo del periodo 2014-2017, la Unesco rehabilitó colegios como el de Al-Ekhlas y emprendió campañas de sensibilización sobre la necesidad de preservar el patrimonio cultural.

## La intervención de la Unesco:Revivir el espíritu de Mosul

### La Conferencia Internacional para la Reconstrucción de Irak (Kuwait, 2018):
En febrero del año 2018, Kuwait acogió la Conferencia Internacional para la Reconstrucción de Irak. En esta ocasión, la comunidad internacional se comprometió a actuar para reparar las infraestructuras del país. Las reuniones duraron tres días y lograron reunir a diversos expertos que dieron una especial atención a la financiación. Durante la ceremonia de inauguración, el ministro de Planificación iraquí, Salman al Yumaili, afirmó que su nación requería unos 88.200 millones de dólares para iniciar la reconstrucción.Mientras que Audrey Azoulay, directora general de la Unesco, aprovechó el evento para defender el papel de la educación y la cultura como pilares fundamentales en el proceso de reconciliación y unidad de Irak. Por todo ello, el proyecto Revivir el Espíritu de Moul nació a raíz de la Conferencia celebrada en Kuwait y se estructuró partiendo de tres ejes principales: el patrimonio, la vida cultural y la educación.

### Socios del proyecto:
Según la Unesco, Revivir el espíritu de Mosul contó con el apoyo de unos 15 socios que lograron recaudar unos 115 millones de dólares estadounidenses.
| SOCIOS | APORTACIÓN                                                                     |
| --- | ------------------------------------------------------------------------------ |
| Emiratos Árabes Unidos | 50,4 millones de $                                                             |
| Unión Europea | 48,2 millones de $                                                             |
| - Alemania. - Canadá. - Croacia. - Hungría. - Italia. - Japón. - Lituania. - Países Bajos. - Gobierno de Flandes. - Acuerdo de cooperación Francia-Unesco. - Agencia de Cooperación Internacional de la República de Corea. - Agencia Sueca de Cooperación Internacional para el Desarrollo. - Alianza Internacional para la Protección del Patrimonio en las Zonas de Conflicto. | Todos estos países y fondos aportaron en su conjunto más de 16,6 millones de $ |

### La reconstrucción del patrimonio material destruido:
En 2015, los yihadistas entraron en el Museo de Mosul y destruyeron obras mesopotámicas datadas del siglo IX a. C. Pese a que unas 1.200 piezas lograron conservarse gracias a que habían sido desplazadas a Bagdad, los terroristas arrasaron con otros bienes materiales y edificios históricos como el minarete de Al Hadba, la mezquita de Al Nuri, la iglesia de Al Saa’a o la iglesia de Al Tahira. De modo que en otoño del 2018, la Unesco se coordinó con el Gobierno de Irak para iniciar la rehabilitación de los bienes patrimoniales. La primera fase consistió en retirar los escombros y elementos que pudieran suponer un peligro en las áreas afectadas. Posteriormente, los especialistas pasaron los restos por un tamiz con el propósito de hallar fragmentos de interés patrimonial. Los bienes recuperados fueron conservados por el Consejo Estatal Iraquí de Antigüedad y Patrimonio.

#### Minarete de Al Hadba:
Fue construido en 1172 por el gobernante Nur al-Din y formaba parte del complejo religioso de la mezquita de Al Nuri. Medía 45 metros de altura y a partir del siglo XIV se inclinó. Por este motivo, el minarete fue llamado “Al Hadba”, lo que significa “la joroba” en árabe. No sé conocen las causas concretas de su inclinación. La tradición local sostiene que el minarete hizo una reverencia ante Mahoma cuando ascendió al cielo, lo que hizo que adoptara esta forma. Por su parte, los especialistas proponen que su inclinación probablemente se deba a las fuertes rachas de viento y al débil yeso que se empleó en su construcción.
Pese a las distintas remodelaciones de otros monumentos del complejo, el minarete se mantuvo tal y como fue levantado durante la Edad Media. Sin  embargo, durante la guerra producida entre Irak e Irán, las explosiones en Mosul provocaron daños en las tuberías cercanas al minarete, causando una acumulación de desechos que debilitó los cimientos. En 2012, la Unesco comunicó que la inclinación del minarete era de 2,5 metros y que se encontraba en riesgo de derrumbe. En consecuencia, en 2014 se intentó llevar a cabo un plan de restauración, pero fue interrumpido cuando el Estado islámico tomó la ciudad.
En 2017, ante los avances de las tropas de Irak, el Estado Islámico decidió colocar explosivos en el minarete para destruirlo, provocando así una gran conmoción en todo el país. En cambio, tras la liberación de la urbe, la Unesco y la Universidad de Mosul llevaron a cabo una encuesta entre la población de la localidad. El 94% de los participantes afirmaron estar a favor de reconstruir el minarete tal y como estaba antes de su destrucción. La reconstrucción se dividió en tres etapas principales y contó con el apoyo de los Emiratos Árabes Unidos. En marzo de 2022 fue necesaria la colaboración de un equipo de ingenieros, arqueólogos, arquitectos y geólogos para restaurar la base del edificio. A finales de ese mismo año, los expertos llevaron a cabo una nueva cimentación para unir las bases del minarete con el suelo. Finalmente, a comienzos de 2023 se procedió a la reconstrucción del pozo perdido. La Unesco ha hecho énfasis en que durante todo el proceso se respetaron los materiales originales al utilizarse únicamente ladrillos. También se mantuvo la inclinación que caracteriza al minarete.

#### La Mezquita de Al Nuri:
Fue construida a mediados del siglo XII y llegó a ser la Gran Mezquita de Mosul, por lo que constituía una parte fundamental del casco antiguo de la ciudad. En junio de 2014, el líder islámico proclamó un nuevo Califato desde la sala de la oración de este edificio. En 2021, durante los trabajos de reconstrucción, el equipo de la Unesco acabó descubriendo que por debajo del edificio había cuatro salas hasta entonces desconocidas. Las habitaciones databan del siglo XII y probablemente hubieran sido utilizadas para la oración y las abluciones. Las obras de rehabilitación de este edificio fueron terminadas en febrero de 2025.

#### La iglesia de Al Saa’a:
Es un edificio que fue construido en 1870 y formó parte del convento de Nuestra Señora de la Hora. El convento estaba integrado por un complejo formado por un seminario para alojar a una comunidad de monjes y de monjas, una escuela de niños y otra de niñas, un hospital y una casa que hospedaba a los trabajadores de la misión enviada por el Papado a Mesopotamia.
Como los monjes dominicos no tenían libros para impartir la docencia, pronto decidieron construir en Mosul la primera imprenta de Mesopotamia. A partir de entonces, la ciudad se convirtió en un importante centro de producción literaria. Por el contrario, desde la ocupación del Estado Islámico, la iglesia sufrió daños y el convento fue saqueado. Por todo lo anterior, el monumento se vio obligado a someterse a una reconstrucción organizada en dos fases. En marzo de 2022 se comenzó con la rehabilitación de la iglesia y de los revestimientos exteriores. Después, los especialistas procedieron a rehabilitar el interior de las instalaciones.

### La digitalización del patrimonio:
La biblioteca de Mosul destacaba por albergar una gran colección de manuscritos datados del siglo IX y otros libros impresos de a partir del siglo XVI. El edificio conservaba textos cristianos sirios y arameos, pero también obras musulmanas, judías y de temática histórica, literaria y matemáticas. Al entrar los yihadistas en 2014, la biblioteca se convirtió en un objetivo y quemaron miles de manuscritos y documentos. La Unesco calificó estos hechos como un nuevo episodio de “limpieza cultural”.Aunque el sacerdote Najib pudo salvar unos 800 manuscritos. Gracias a la labor del párroco, los textos comenzaron a ser digitalizados para su salvaguarda. Durante el proceso de digitalización, la Unesco recibió el apoyo económico de países como Hungría o Lituania.

### Rehabilitación de infraestructuras urbanas y reactivación económica:
Según la Unesco, el 80% del casco antiguo de Mosul quedó arrasado como consecuencia de la ocupación del Daesh. Por esta razón, Revivir el espíritu de Mosul no sólo pretendía reparar el patrimonio histórico, sino que también buscaba rehabilitar las viviendas y el resto de infraestructuras para devolvérselas a la población civil. Gracias al apoyo de la Unión Europea, la Unesco ha logrado recuperar unas 124 casas históricas y mejorar servicios básicos como la red eléctrica, el saneamiento y el alumbrado de las calles.
Más de 650 personas han podido regresar a Mosul y recuperar sus hogares hasta 2025.  Además, la Unesco impulsó programas de formación que estaban dirigidos a la población local. El propósito era conseguir trabajadores jóvenes en sectores como la albañilería, la mampostería o la instalación de sistemas eléctricos. En total, hasta 2022 se preparó a 587 hombres y mujeres que contribuyeron en la reconstrucción del núcleo urbano. Revivir el espíritu de Mosul permitió crear más de 4.700 empleos locales. También se ha podido garantizar la inclusión femenina porque el 30% de los ingenieros iraquíes que contrató la Unesco eran mujeres.
Por el contrario, algunos ciudadanos de Mosul mostraron su descontento con las políticas llevadas a cabo por el Gobierno de Irak en la ciudad. Los afectados acusaron al ejecutivo de no permitir el regreso de toda la población a sus residencias de origen. Esto se debe a que se pretendía realizar una reconstrucción completa del casco antiguo, pero desplazando a sus antiguos residentes. Además, los habitantes de Mosul denunciaron la falta de ayudas económicas por parte del Gobierno. En 2019, 305.376 habitantes todavía no habían podido volver a la urbe.

### Fomento de la educación y recuperación de la cultura:
La Unesco aseguró que el periodo de ocupación yihadista (2014-2017) supuso un retraso en la educación de la zona. Por este motivo, Revivir el Espíritu de Mosul trató de reactivar el sistema educativo y promocionar la recuperación de la cultura en la ciudad. Para ello se procedió a la reconstrucción de la escuela primaria Al-Ekhlas, un centro educativo ubicado en el área occidental del casco histórico de Mosul que ha permanecido operativo durante 60 años.
La rehabilitación del colegio se terminó en febrero de 2024 con el apoyo de la Unión Europea. Desde entonces, el centro cuenta con doce aulas, una biblioteca, dos laboratorios, una cancha de baloncesto y otras áreas deportivas con capacidad para más de 400 alumnos.Asimismo, la Unesco también puso en marcha otros programas de formación técnica y profesional que permitieron adquirir un título a unas 1315 personas, siendo un 18% mujeres. Por su parte, las campañas de concienciación sobre la necesidad de proteger el patrimonio llegaron a unos 50.000 civiles.
Finalmente, el proyecto de la Unesco hizo posible la celebración de un festival cultural en Mosul en octubre de 2019. El evento se organizó en la calle Al Najafi, una vía localizada en el centro del núcleo urbano que es conocida por su mercado de libros al aire libre. Después, en junio de 2021 se construyó un espacio cultural conocido como “La estación”, donde se hacen conciertos, exhibiciones y talleres y se reúnen jóvenes pertenecientes al ámbito de la cultura. Además, en marzo de 2022 tuvo lugar el “Festival de Música tradicional de Mosul”.